# Li Auto L9
Li Auto L9 (спрощ.: 理想L9; піньїнь: Lǐxiǎng L9; досл.: «ideal L9») — розкішний повнорозмірний позашляховик-кросовер від Li Auto, а також другий автомобіль від китайського автовиробника.

## Опис

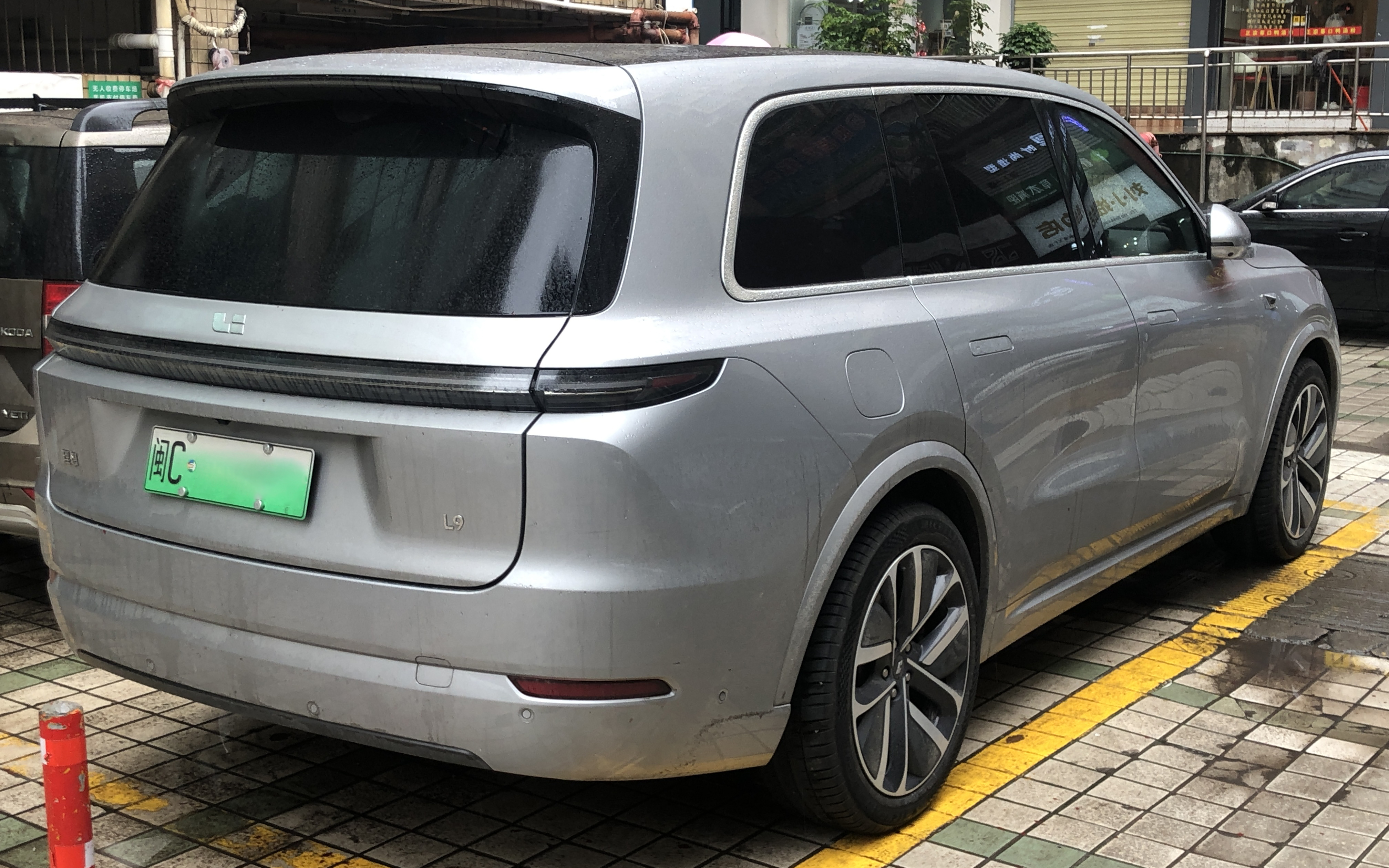
Lixiang L9

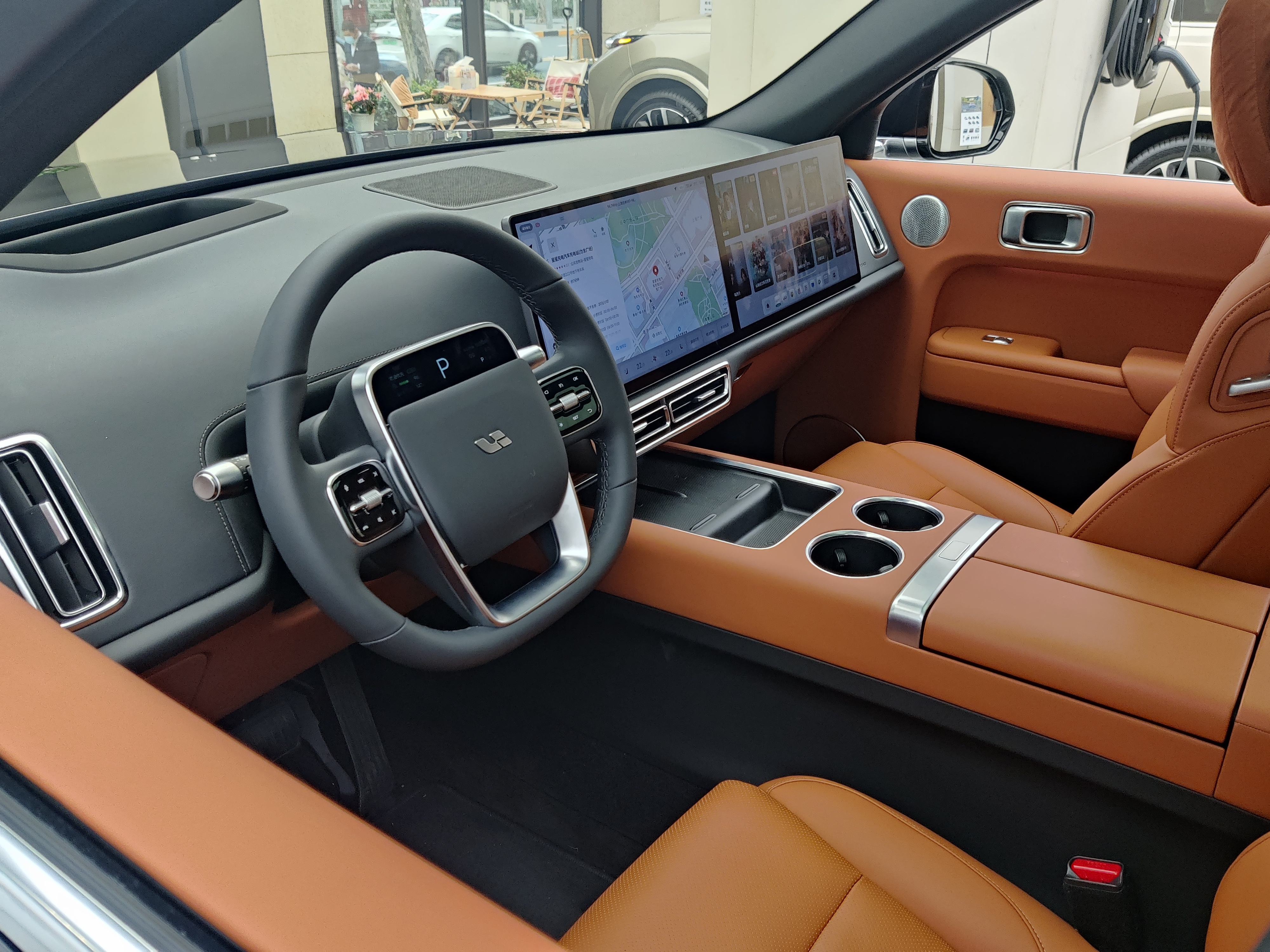

Компанія заявляє, що запас ходу за NEDC становить 1315 км (817 миль), а запас ходу за NEDC лише на електриці становить 215 км (134 милі). Станом на 2022 рік він має найдовший електричний запас ходу серед будь-яких PHEV у світі, трохи перевищуючи BMW i3 120 Ah REx (203 км у циклі EPA).
L9 розганяється до 100 км за 5,3 с.
Зарядка до 80 % займає 40 хвилин за допомогою швидкого зарядного пристрою. Повна зарядка при 200 В займає 6 годин. Ємність батареї становить 40,6 кВт·год, з яких 37,2 кВт·год можна використовувати.
Це позашляховик, доступний з шістьма або сімома сидіннями в три ряди. В інтер'єрі є пара з двох екранів товщиною 4 мм і шириною 15,7 дюйма, а інформаційно-розважальна система працює на Android Auto.
Шумоізоляція на неналежному рівні.

## Двигуни
- 1.5 L L2E15M turbo І4, 152 к. с. + 2 синхронних електродвигуни з постійними магнітами, сумарна потужність 440 к. с., крутний момент 530 Н·м.

## Продажі
| рік  | Китай   |
| ---- | ------- |
| 2022 | 38,973  |
| 2023 | 114,377 |
| 2024 | 85,817  |